# Selenops nilgirensis
Selenops nilgirensis är en spindelart som beskrevs av Eduard Reimoser 1934. Selenops nilgirensis ingår i släktet Selenops och familjen Selenopidae. Inga underarter finns listade i Catalogue of Life.